# Biserica de lemn din Gojgărei

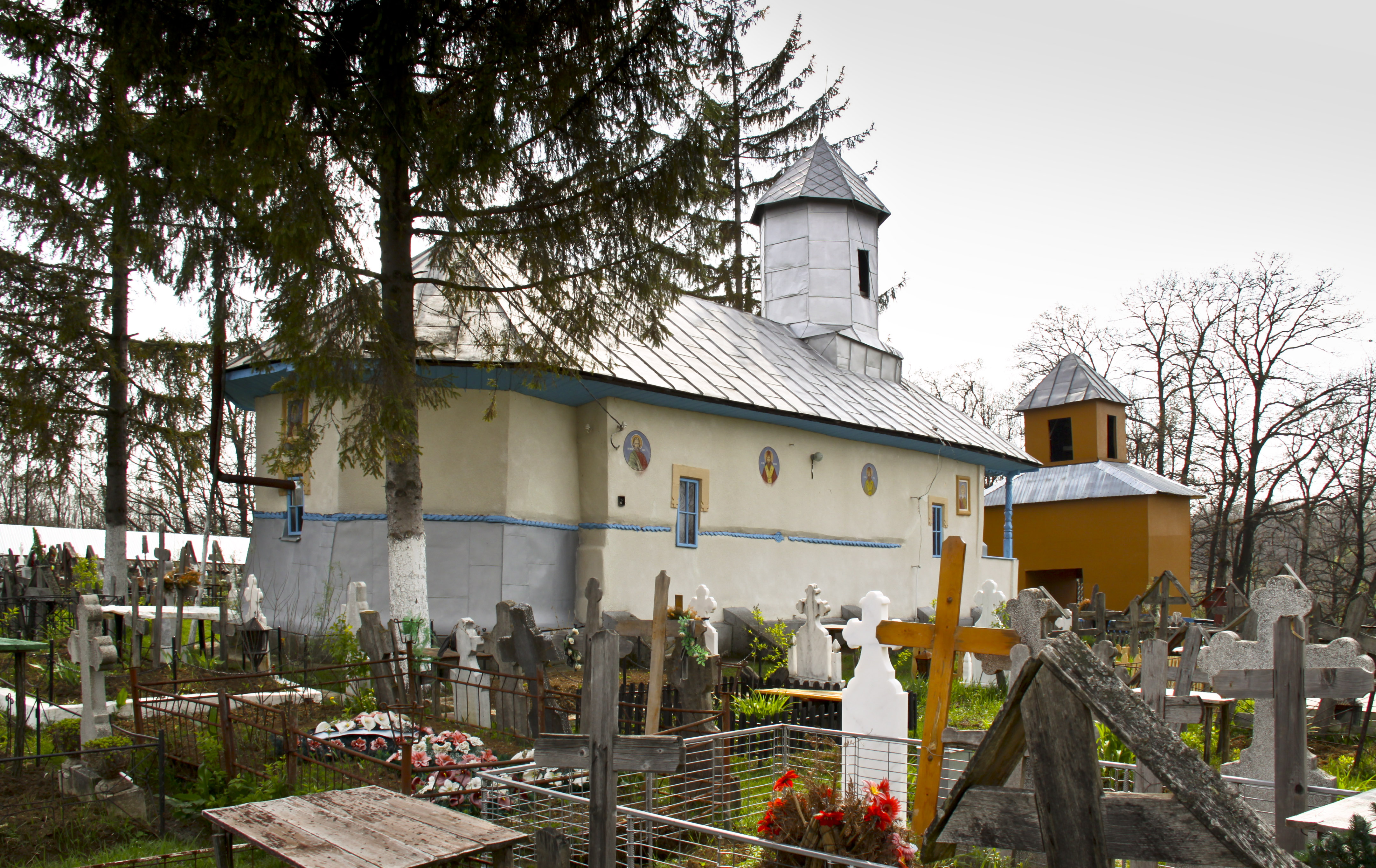
Biserica de lemn din Gojgărei, Olt. Foto: aprilie 2010.

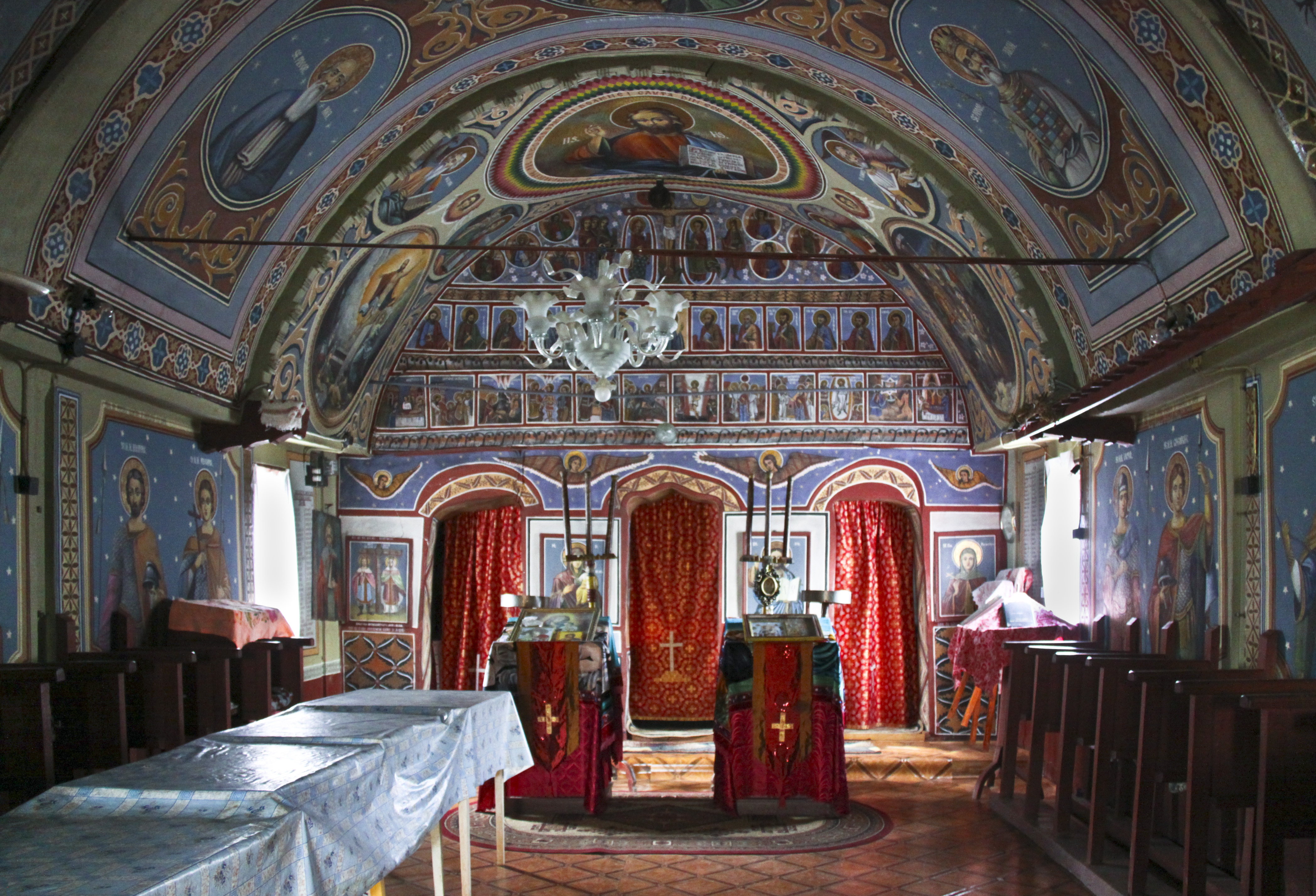
Interiorul navei. Foto: aprilie 2010.

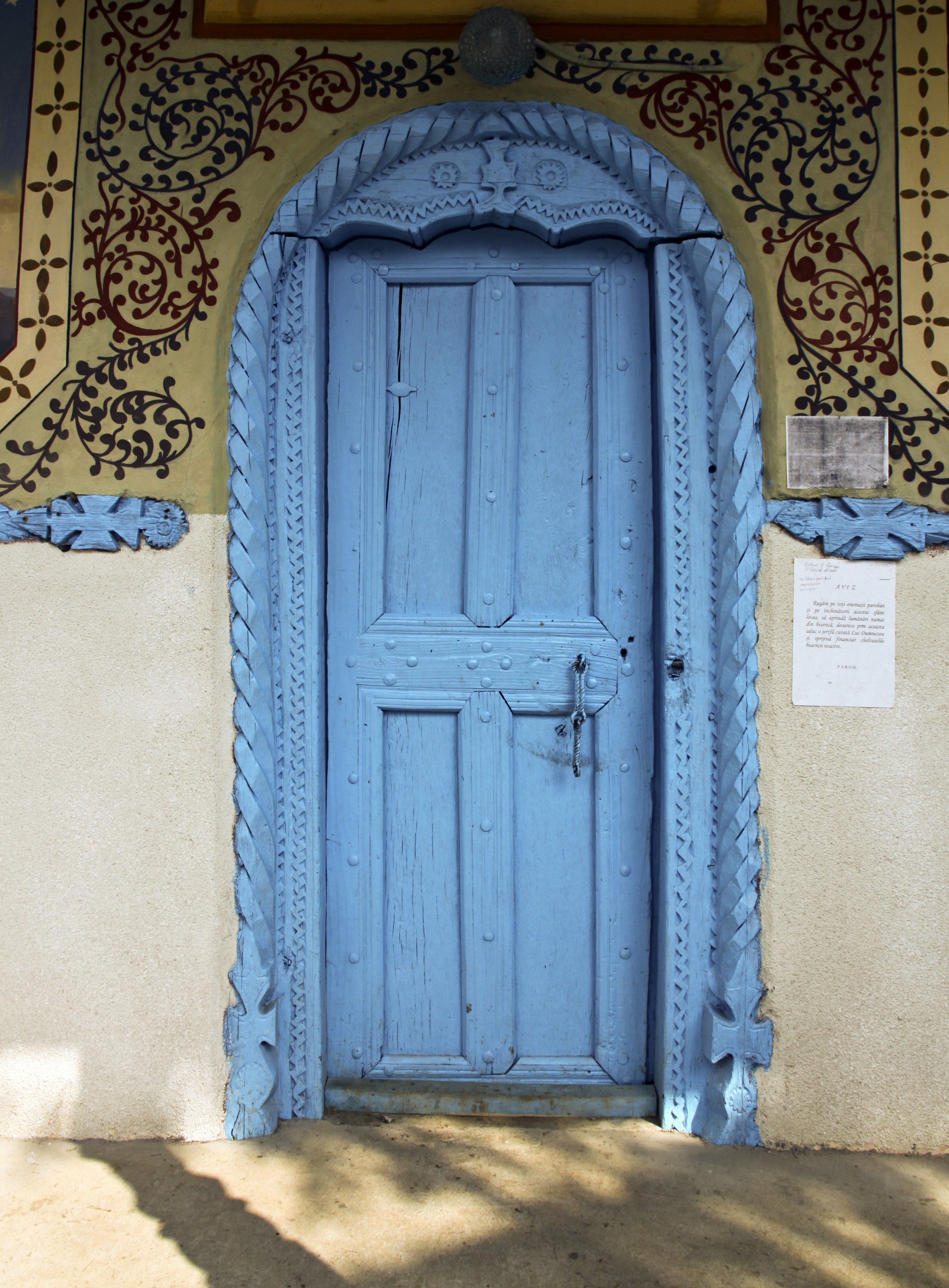
Intrarea în biserică. Foto: aprilie 2010.

Biserica de lemn din Gojgărei se află în localitatea Gojgărei, comuna Topana, județul Olt. Biserica a fost ridicată pe locul actual în anul 1818 și poartă hramul „Cuvioasa Paraschiva”. Se remarcă prin decorația sculptată a portalului de la intrare, a brâului median, a stălpilor de la pridvor și a grinzilor și consolelor de sub bolțile interioare. Din pictura veche de secol 19 s-a păstrat decorul de pe piciorul de altar. Inscripția pisaniei de început se păstrează fragmentar pe peretele dintre pronaos și naos. Biserica este înscrisă pe noua listă a monumentelor istorice, LMI 2004:  OT-II-m-B-08911.

## Istoric
Începutul acestei biserici în Gojgărei este fixat de anul 1818, dispărut probabil sub tencuială, pisania originală fiind încă fragmentar păstrată pe peretele dintre pronaos și naos, în dreapta ușii dintre cele două încăperi. Pisania veche, scrisă în limba română cu litere chirilice, reține următoarele:  „... [sau ]zidit această sfăntă biserică pă moșia sfintei episcopii a Mon[astirii] Argeșului ... lui domnului nostru Ion Alicsandru Necolae Șuțu voivod și de Dumnezeu iubitor de Dumne[ze]u ...”. Așadar biserica a fost construită pentru o comunitate de clăcași ai Mănăstirii Argeșului, în timpul ultimei domnii a lui Alexandru Șuțu.
În forma actuală, biserica este rezultatul unor renovări din secolul 20. În urma acestora au fost tencuiți și zugrăviți pereții interiori și exteriori, iar acoperișul a fost învelit cu tablă. Se întrevăd și unele posibile modificări structurale, pronaosul actual cu turnul peste el putând fi un adaos. Istoria modernă este surprinsă în pisania nouă de peste intrare, în pronaos: „Această dumnezeiască biserică cu hramul Cuvioasa Paraschiva s-a zidit din temelie în anul 1818. În anul 1930 s-a restaurat radical de pictorul N. D. Udriște sub domnia Regelui Carol I, episcop de Argeș P.S. Nichita, protoereu de Vedea-Olt, pr. paroh D. G. Popescu. Prin pronia lui Dumnezeu biserica monument istoric a fost reparată radical, restaurată pictura și înlocuit dușumeaua în anii 2001-2002 sub conducerea și stăruința preotului Ștefan Ghe. Chiriță, episcop de Vâlcea P.S.S. Gherasim cu concursul majorității enoriașilor. Lucrările au fost terminate de P.C. pr. Chiriță N. Laurențiu în anul 2008, când s-a și resfințit biserica. Pictor Iulian Pană”. 

## Imagini exterior

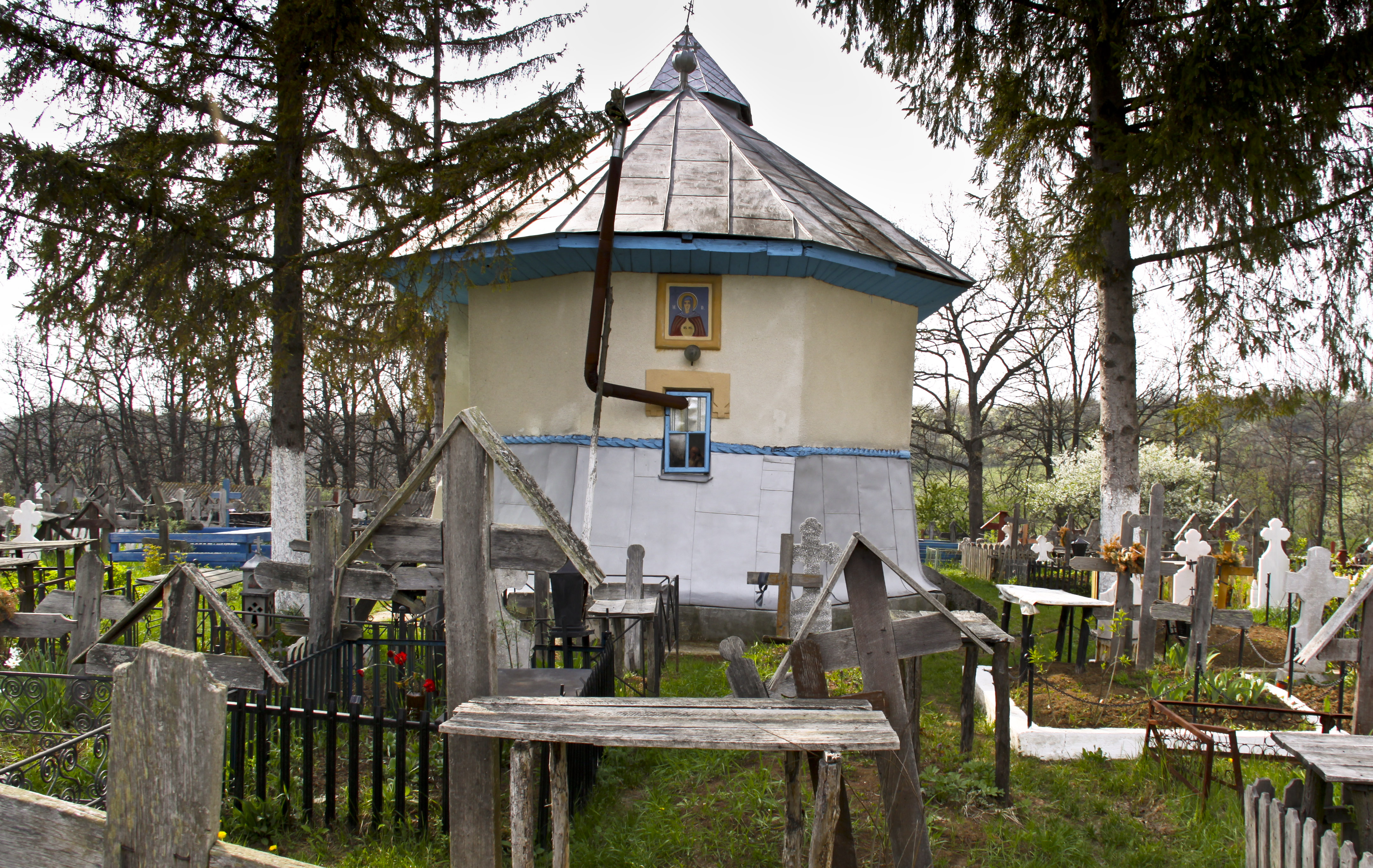
est
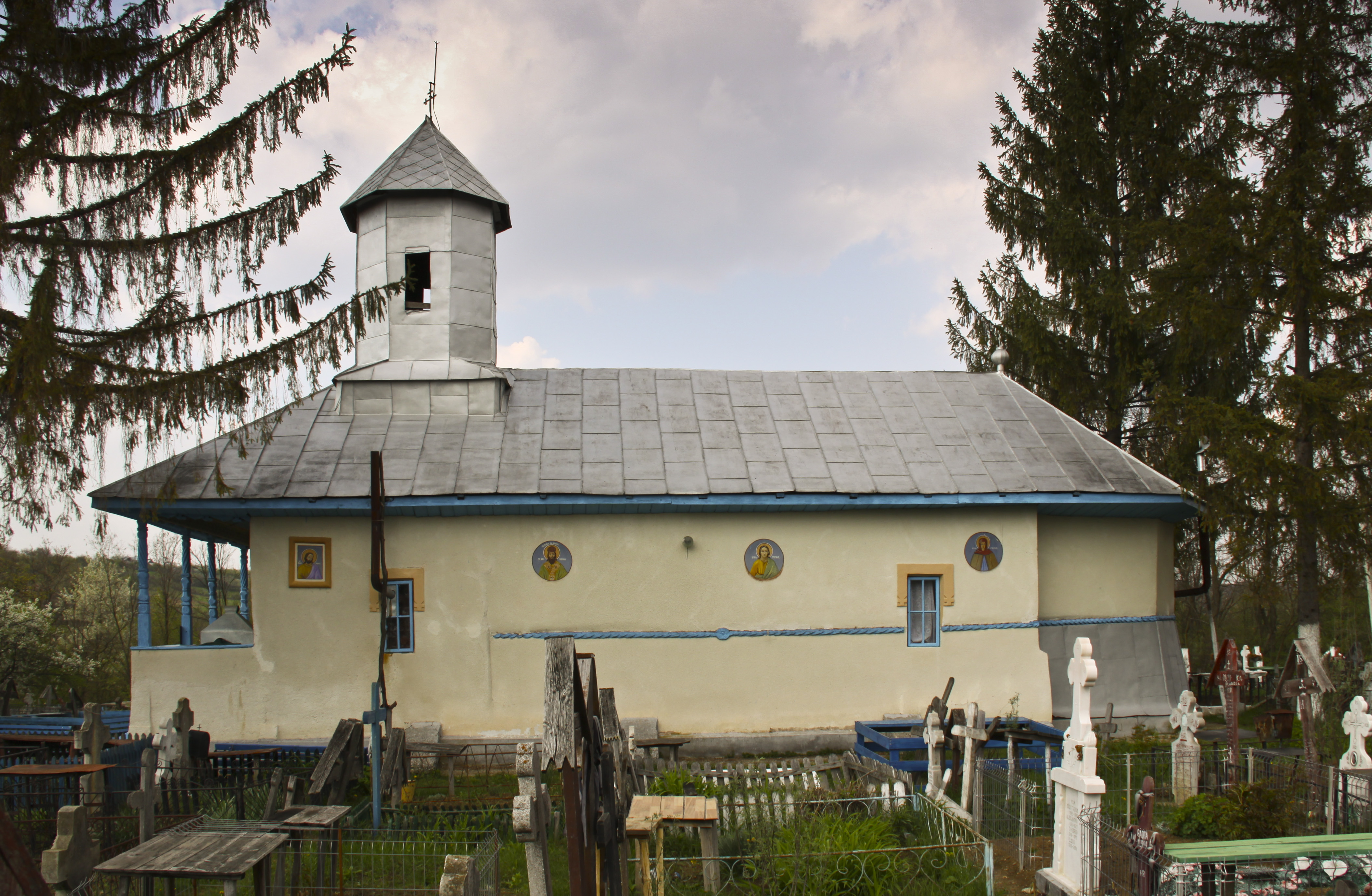
sud
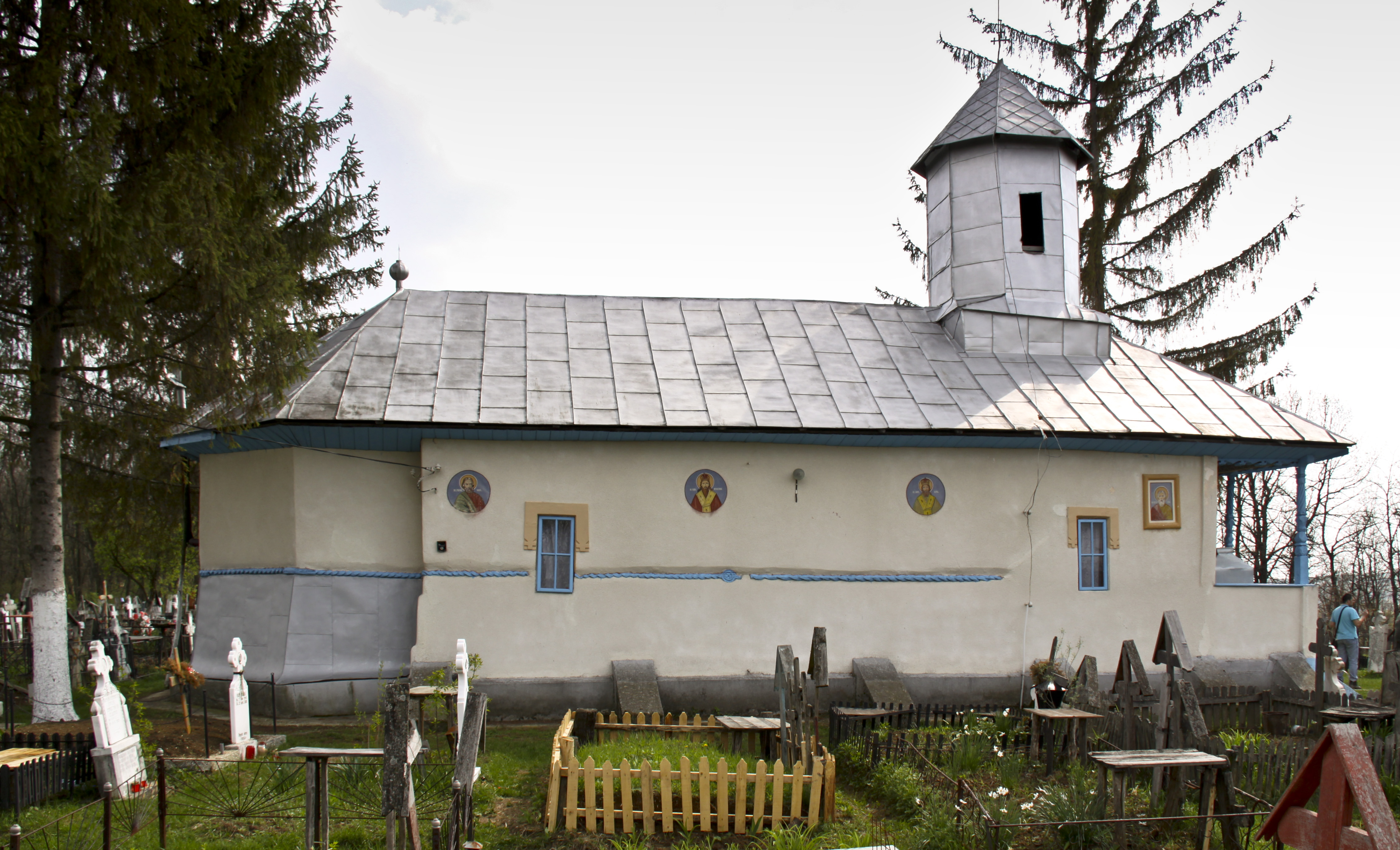
nord
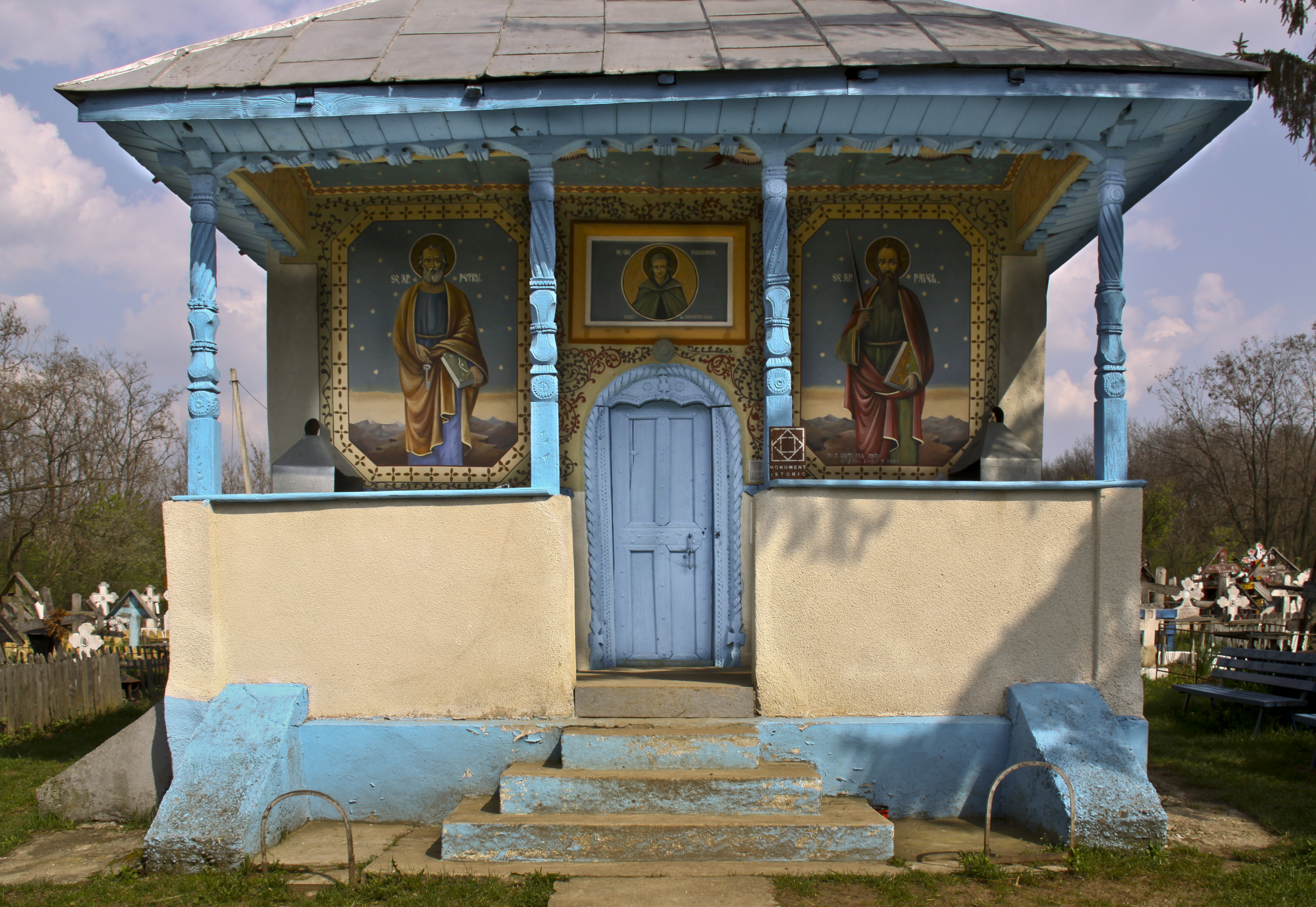
vest
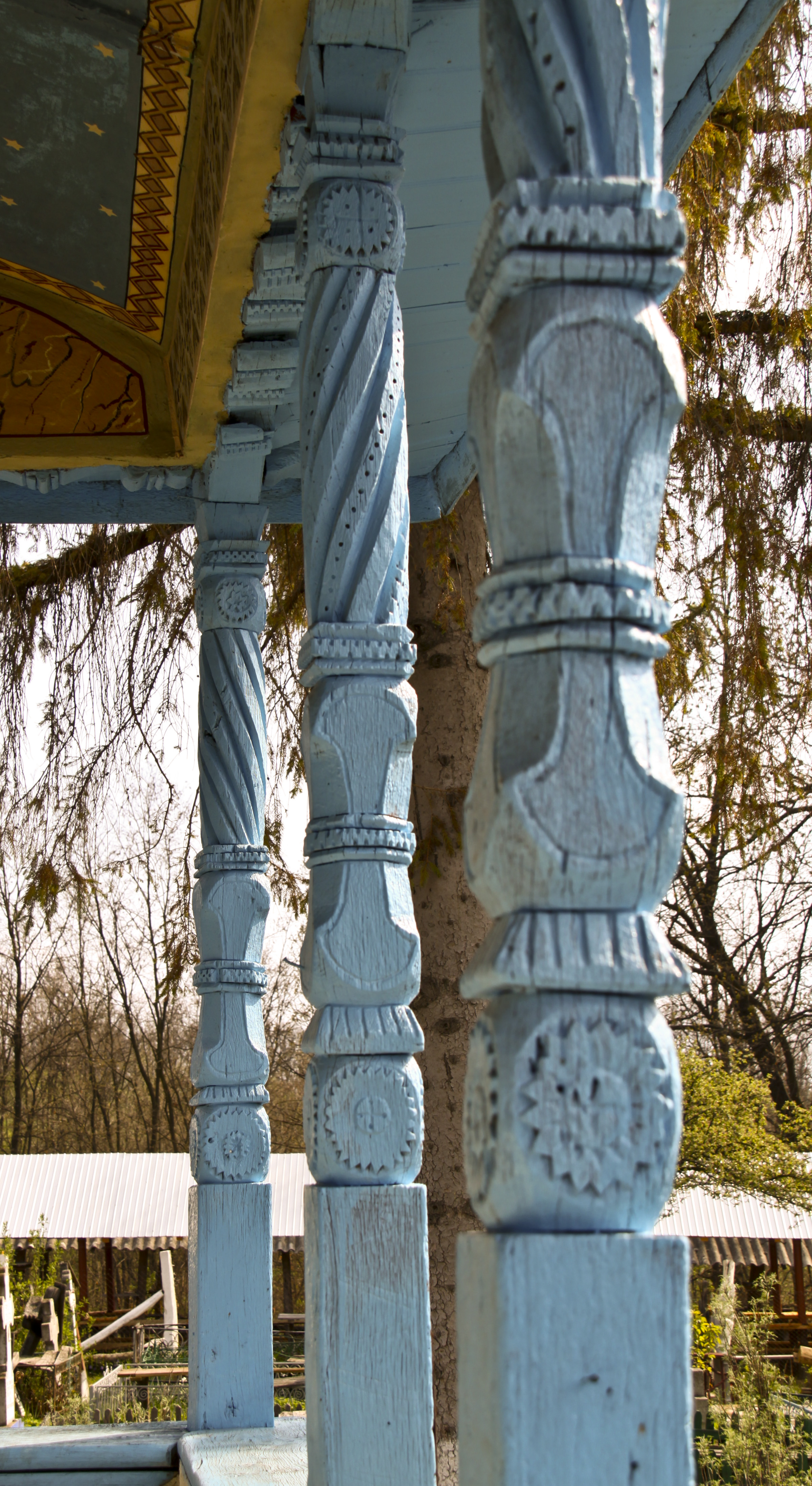
stâlpi
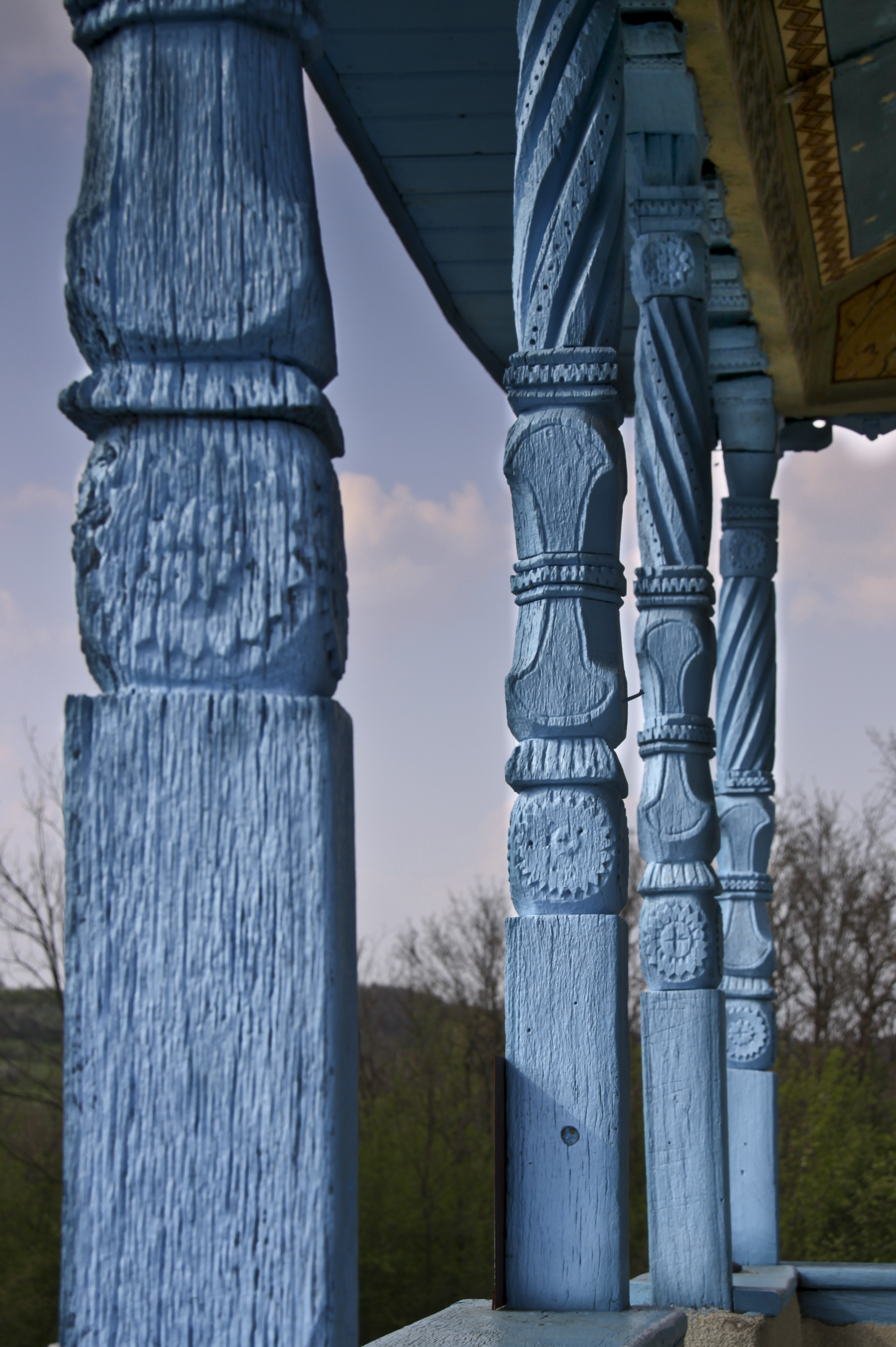
stâlpi
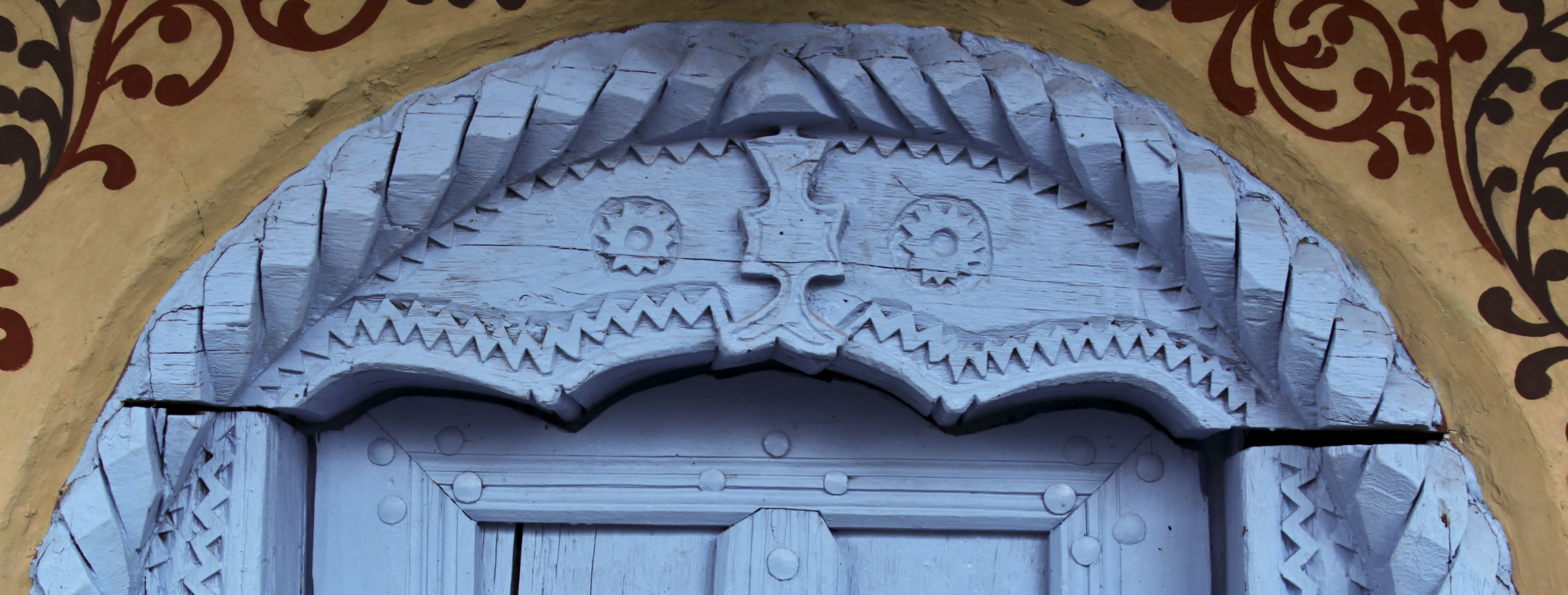
portal, partea superioară
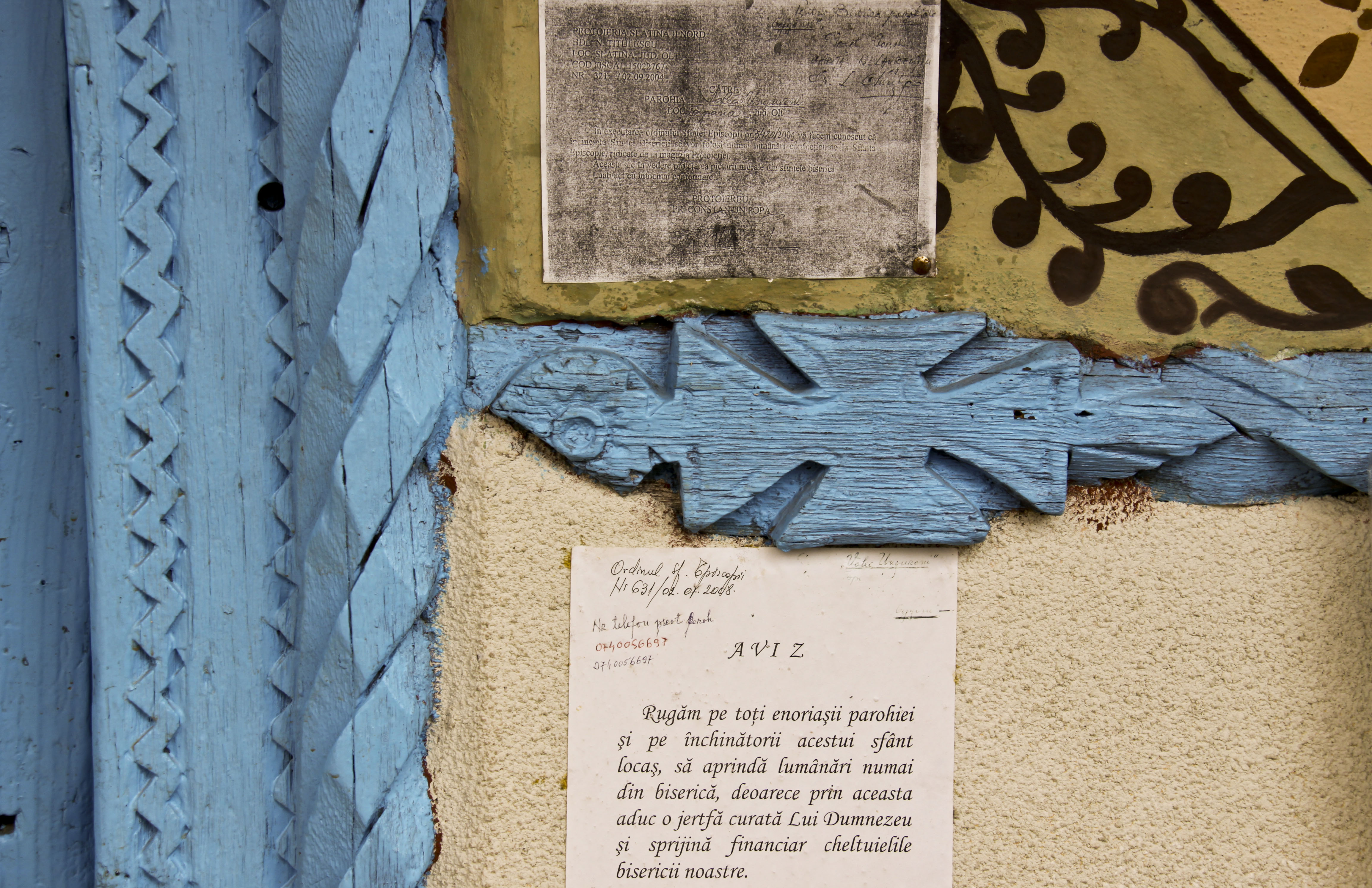
portal, detaliu pe dreapta
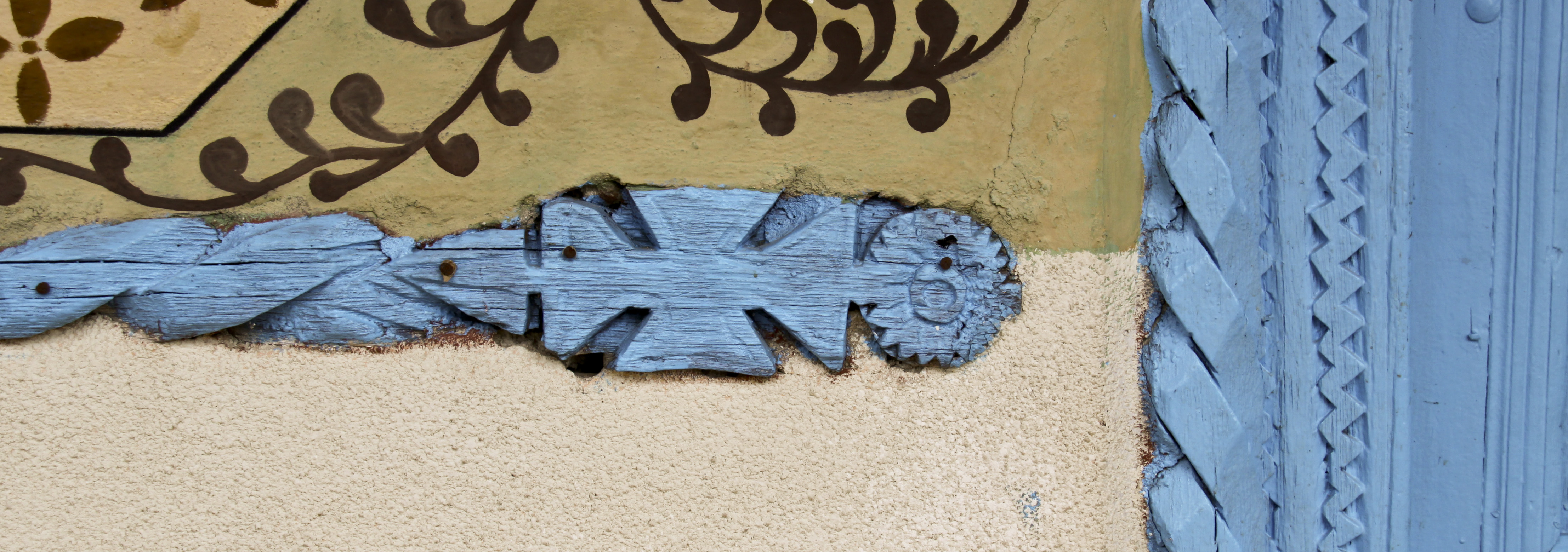
portal, detaliu pe stânga
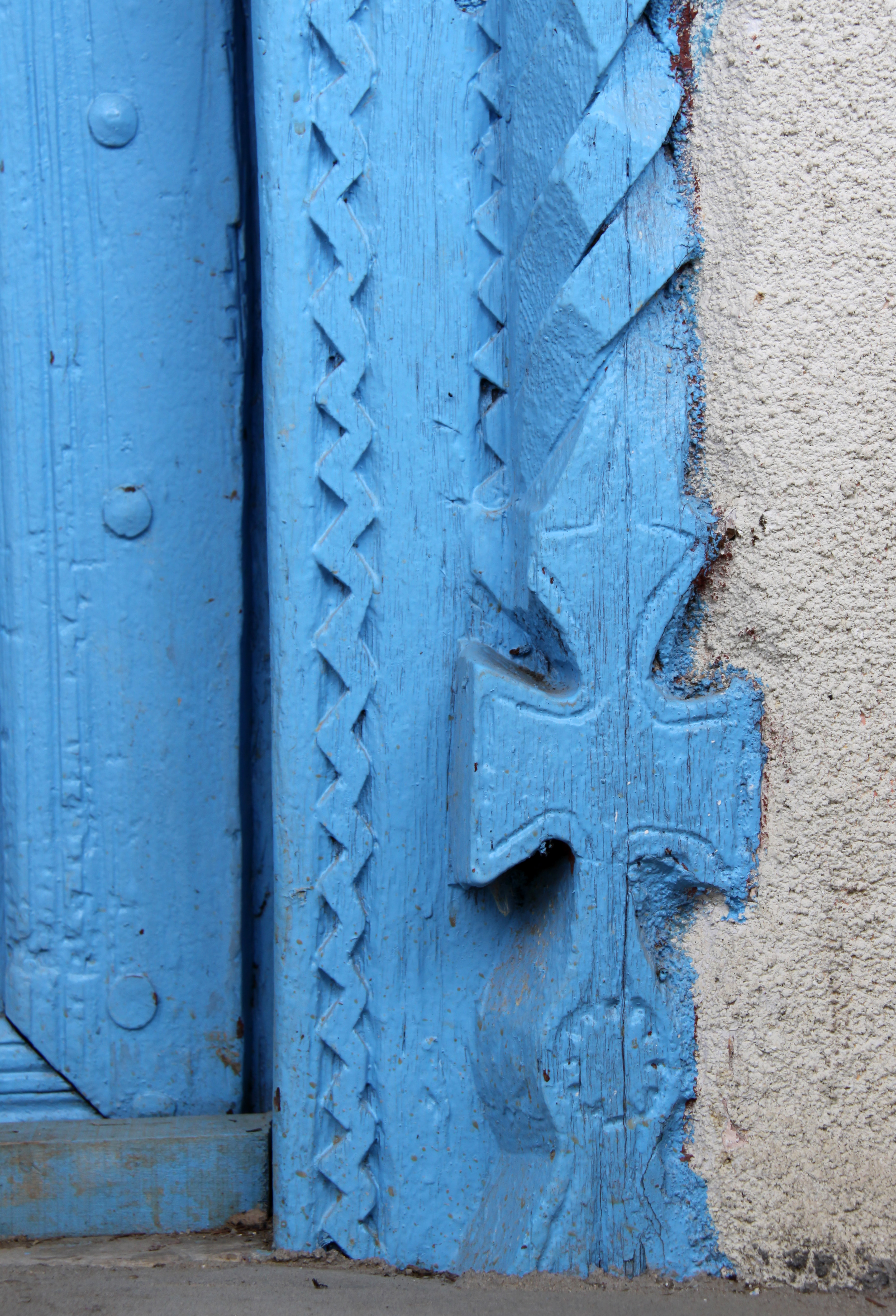
detaliu la baza portalului
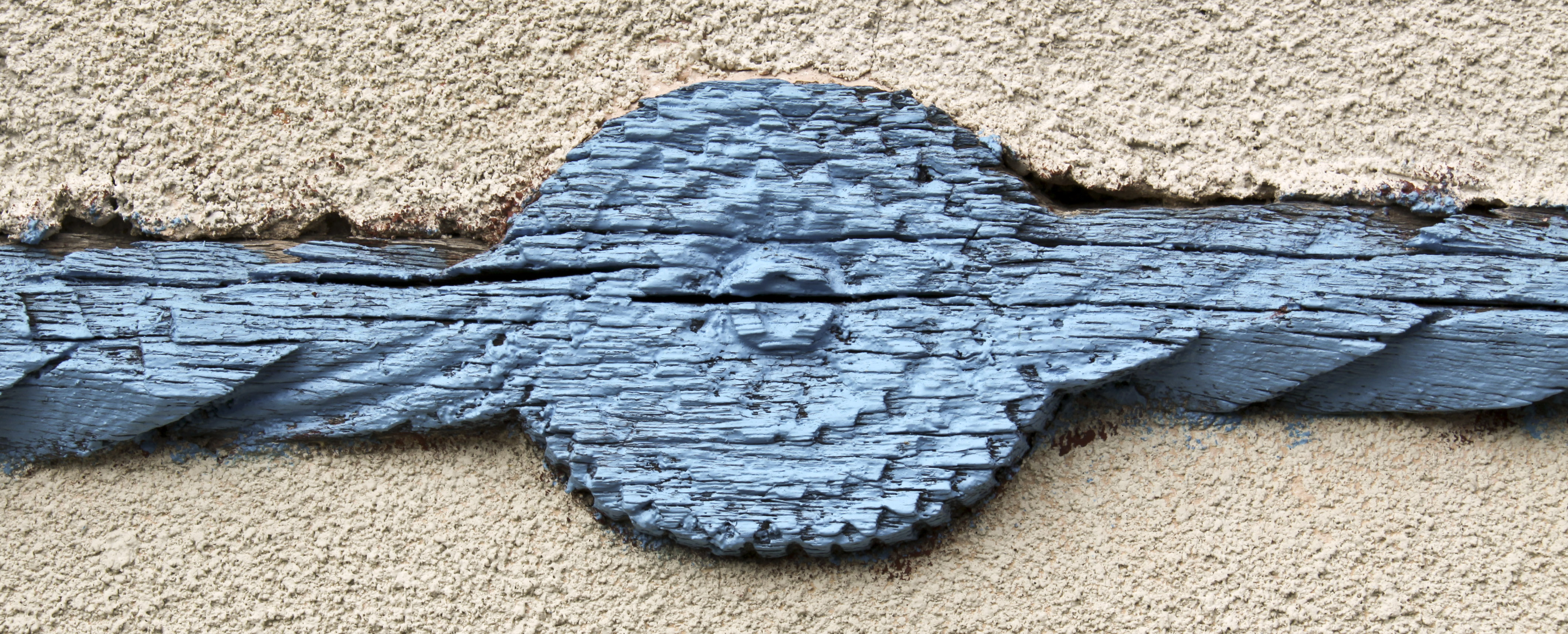
medalion brâu, sud
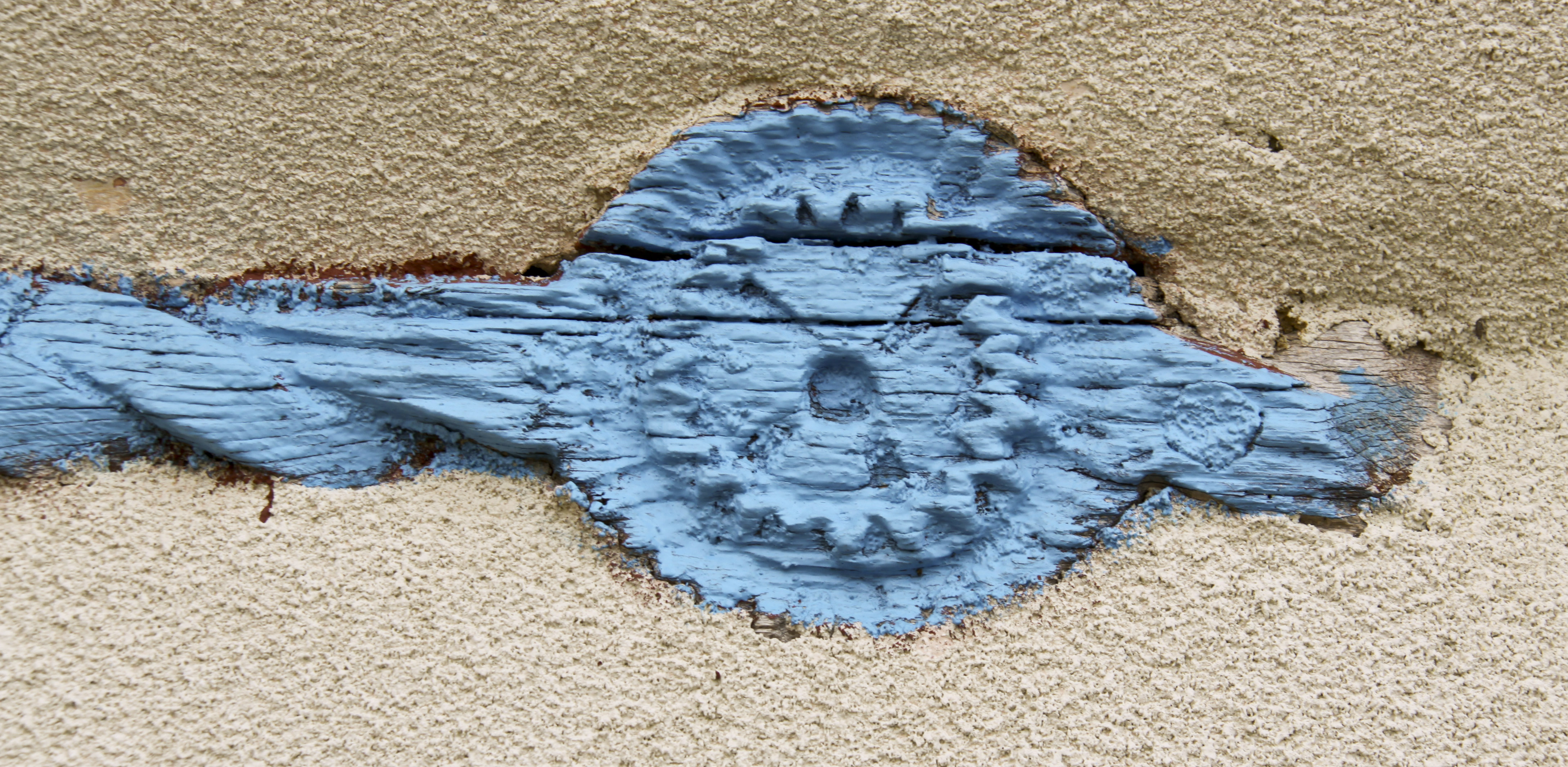
medalion brâu, nord

## Imagini interior

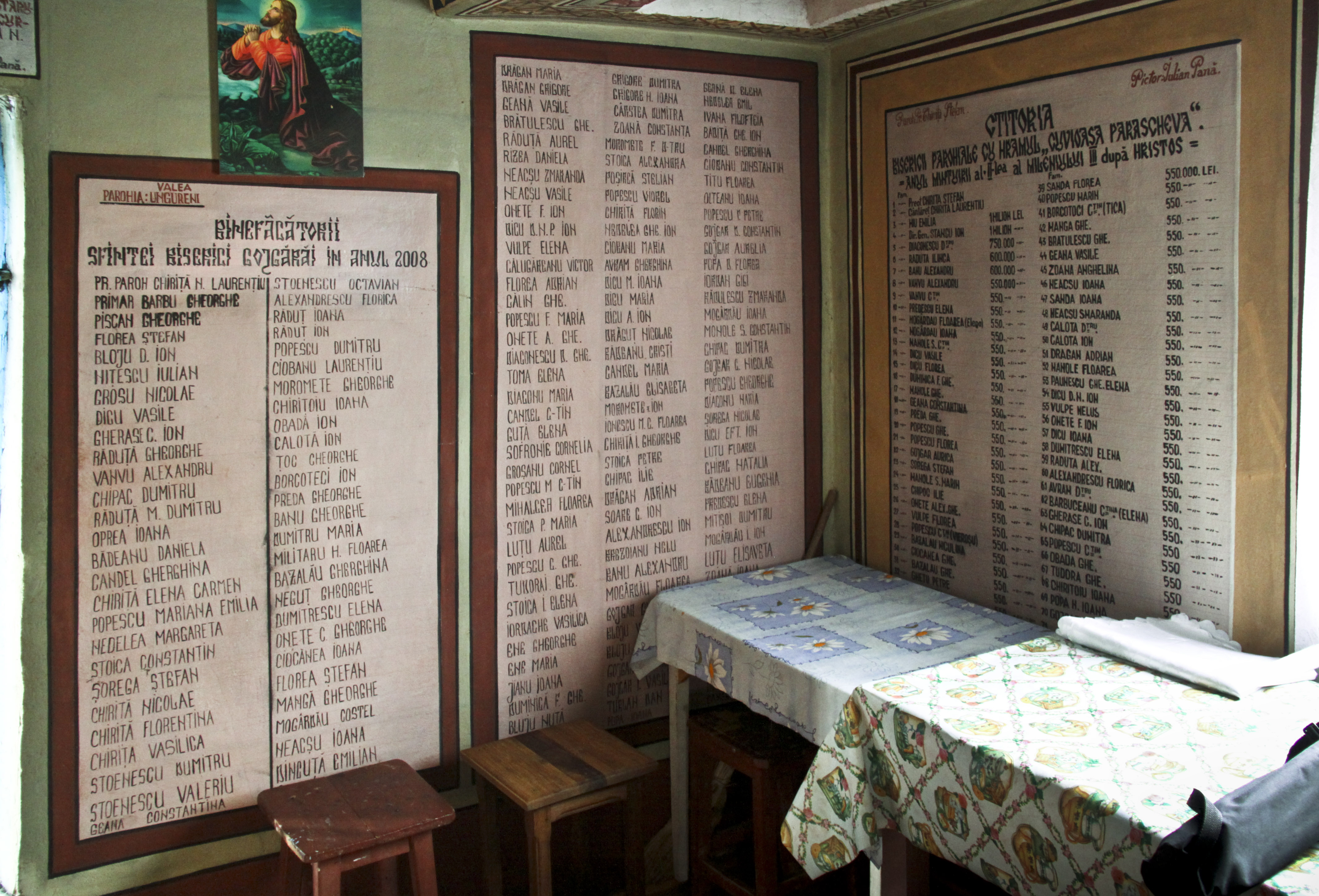
ctitorii noi
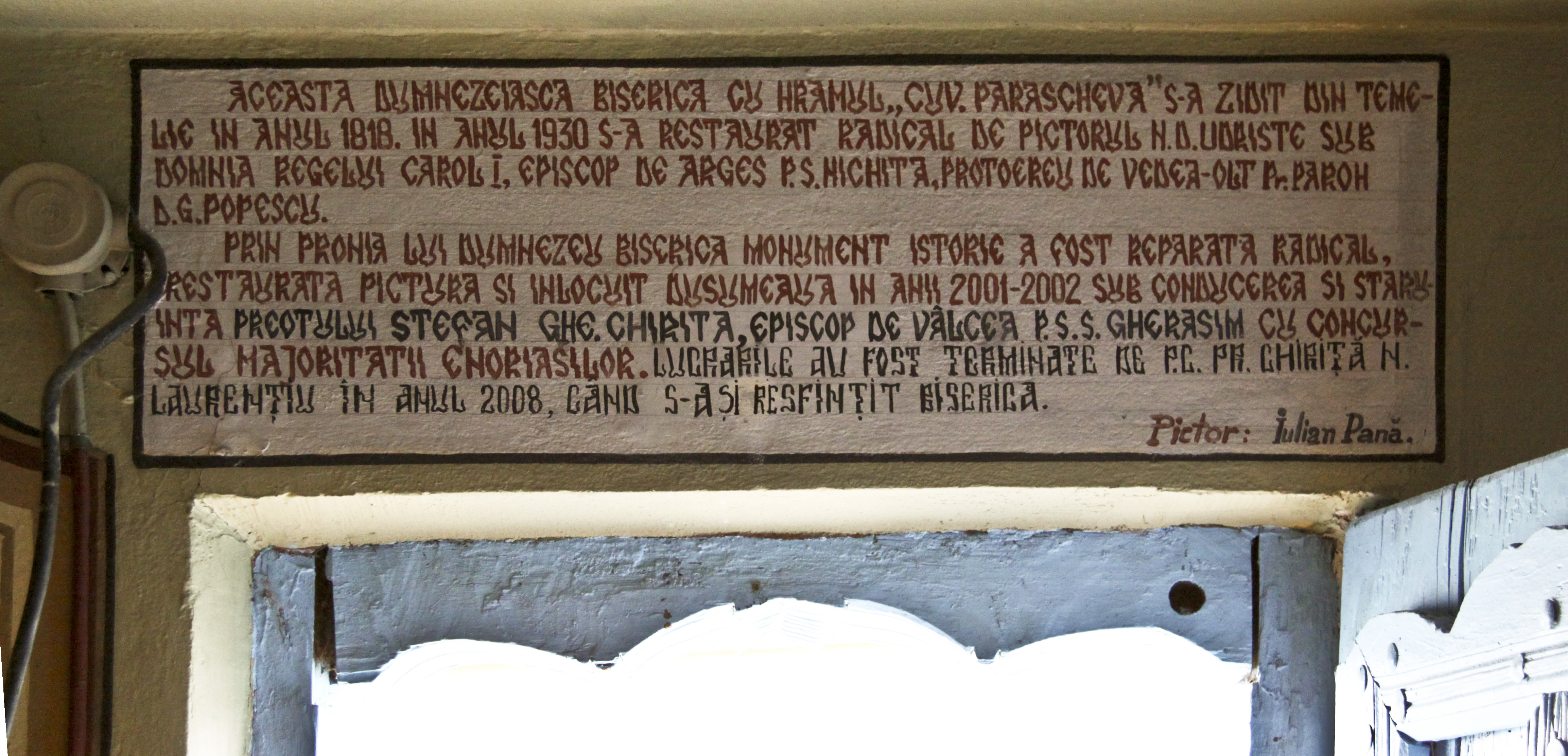
pisanie nouă
pisanie veche
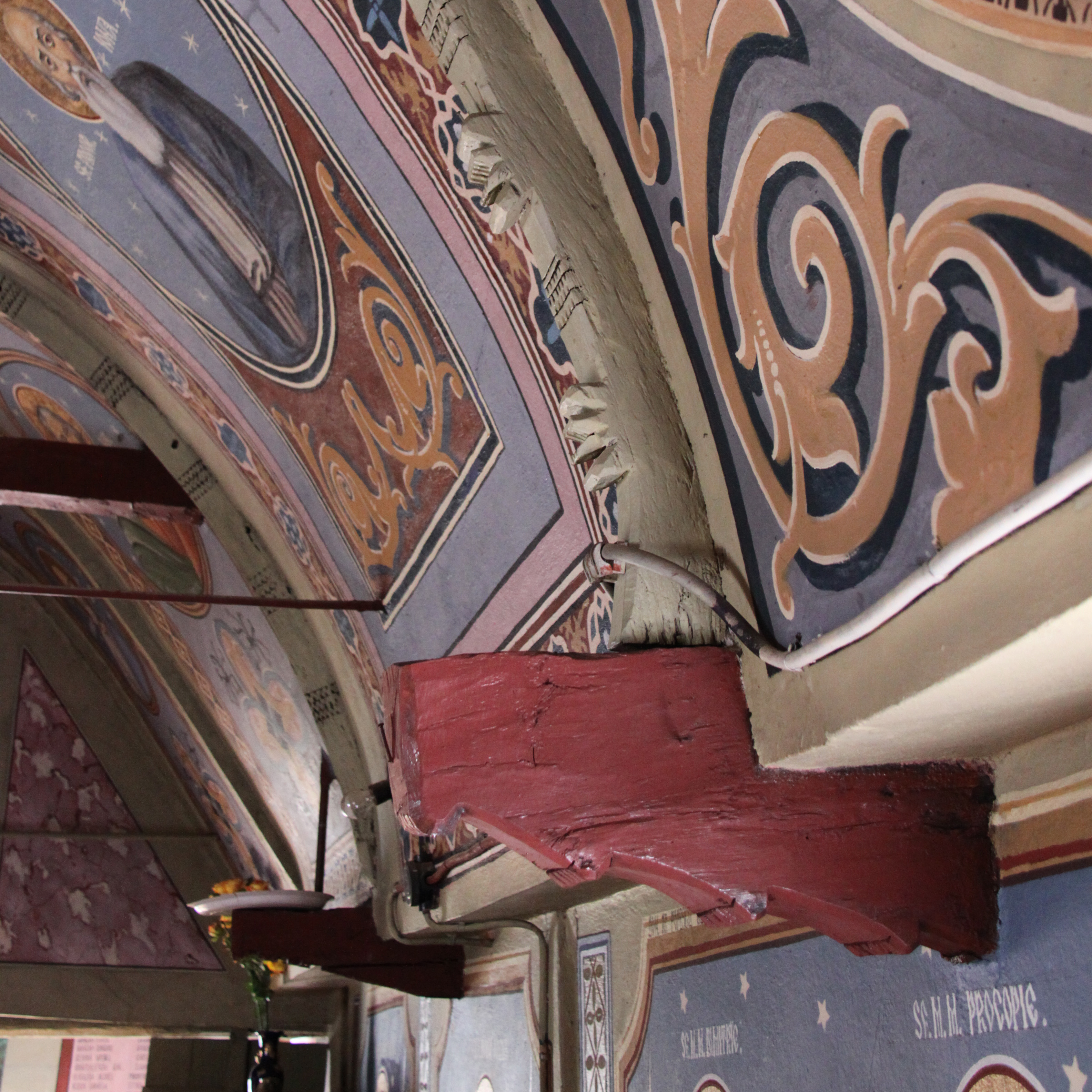
consolă în naos